# Requerimiento
Das Requerimiento (spanisch: Aufforderung, Mahnung) war ein Dokument, das, wenn es zu einem ersten Kontakt zwischen Ureinwohnern und kastilischen Truppen kam, von einem öffentlichen Beamten, meist in spanischer Sprache, verlesen wurde. Der wohl am häufigsten verwendete Text wurde 1513 von dem königlichen Rechtsberater Juan López de Palacios Rubios entworfen. Er handelte im Auftrag des Königs Ferdinand, der zu der Zeit im Königreich Kastilien die Regentschaft für seine Tochter, Königin Johanna führte.

## Verlesung eines Requerimientos
Das Verlesen einer Aufforderung zur Annahme der christlichen Religion und der Anerkennung der Oberherrschaft der Könige von Kastilien fand bereits während der Reconquista statt. Bei der Eroberung der Kanarischen Inseln Gran Canaria, La Palma und Teneriffa gab es ähnliche Rituale, wobei die Texte üblicherweise in die Sprachen der Altkanarier übersetzt wurden. Im Rahmen der Schaffung der Leyes de Burgos wurde die bisher meist frei formulierte Aufforderung zur Unterwerfung formalisiert. In dem Text von Juan López de Palacios Rubios, der ab 1513 verbindlich war, wurden die Ureinwohner aufgefordert, die Autorität des Papstes und der spanischen Könige anzuerkennen und sich zum Evangelium zu bekehren, um so als freie christliche Untertanen der Krone von Kastilien zu leben. Das Recht, die Unterwerfung unter die Herrschaft der Könige von Spanien zu verlangen, wird theologisch hergeleitet aus der Stellung des Papstes als Stellvertreter Gottes. In den Nuevas Leyes de Indias aus dem Jahr 1542 wurden die Texte durch einen anderen ersetzt, der im Ton verbindlicher und sanfter war, obwohl der Geist der gleiche blieb.
Falls die Ureinwohner einwilligten, wurden ihnen ihr Eigentum und ihr Landbesitz garantiert. Wenn sie nicht zustimmten, was meist aufgrund fehlender Sprachkenntnisse der Fall war, wurde festgestellt, dass sie Feinde Gottes und der Krone seien. Das berechtigte das Eroberungsheer zu anschließenden militärischen Aktionen. Die endeten üblicherweise damit, dass der Besitz der Ureinwohner als Kriegsbeute eingezogen wurde. Das Problem der Versklavung der Ureinwohner wurde durch verschiedene Gesetze geregelt.

## Übersetzung
Im Namen des sehr hohen und sehr mächtigen und sehr katholischen Verteidigers der Kirche, des immer siegreichen und nie besiegten, des großen Königs Ferdinand V. von Spanien von beiden Sizilien, … und der sehr hohen und sehr mächtigen Herrin, der Königin Dona Juana, seiner sehr lieben und sehr geliebten Tochter, unserer Herren. Ich (Name des Konquistadoren), sein Diener, Bote und Kapitän, verkünde euch und tue euch zu wissen, so gut ich kann, dass Gott, unser Herr, der eine und ewige, Himmel und Erde und einen Mann und eine Frau erschaffen hat, deren Söhne und Nachkommen wir und alle Menschen der Welt waren und sind und alle sein werden, die nach uns kommen werden. …
Über alle diese Völker gab der Herr, unser Gott, einem, der St. Petrus genannt wurde, das Amt, der Herr und Vorgesetzte aller Menschen der Welt zu sein, dem alle gehorchen sollten, der das Haupt des ganzen Menschengeschlechtes sein sollte, wo immer die Menschen lebten und wären, und er gab ihm die Welt als sein Reich und seine Gerichtsbarkeit. …
Diesen nennt man Papst, das will heißen: wunderbarer, höchster Vater und Bewahrer, weil er der Vater und Lenker aller Menschen ist.
Diesem hl. Petrus gehorchten die, die zu seiner Zeit lebten, und nahmen ihn zu ihrem Herrn und König und Gebieter der Welt, und ebenso hat man alle die anerkannt, die nach ihm zum Pontifikat erwählt wurden. So ist es fortgegangen bis jetzt, und so wird es fortgehen bis zum Ende der Welt.
Einer der früheren Päpste, der an seiner Stelle in dieser Würde und auf dem genannten Throne als Herr der Welt nachfolgte, machte diese Inseln und dieses Festland des Weltmeers den Genannten, d. h. dem König und der Königin und ihren Nachfolgern, zum Geschenke mit allem, was es drin gibt, wie es in gewissen Schriftstücken geschrieben steht, die darüber erlassen wurden, die ihr sehen könnt, wenn ihr wollt, so dass also ihre Hoheiten Könige und Herren dieser Inseln und des Festlandes sind, aufgrund der besagten Schenkung. …
Deshalb bitte ich euch und fordere euch auf, so gut ich kann, recht zu beachten, was ich euch gesagt habe, und euch die rechte Zeit zu nehmen, es zu bedenken und zu überlegen und die Kirche anzuerkennen als Herrin und Vorgesetzte der ganzen Welt und den Hohenpriester, der Papst genannt wird, in ihrem Namen und den König und die Königin Johanna, unsere Herren, an seiner Statt als Vorgesetzte und Herren und Könige dieser Inseln und des Festlandes aufgrund der besagten Schenkung und zuzustimmen und Freiheit zu geben, dass diese religiösen Väter euch das Gesagte erklären und predigen.
Wenn ihr dies tut, werdet ihr gut tun und werdet ihr dasjenige tun, wozu ihr verpflichtet seid. Wenn ihr es aber nicht tut oder es in boshafter Weise aufschiebt, so tue ich euch kund, dass ich mit der Hilfe Gottes mit Gewalt eindringen werde gegen euch und euch bekriegen werde in jeder Art und Weise, wie ich kann, und euch unterwerfen werde unter das Joch und den Gehorsam der Kirche und ihrer Hoheiten. Und eure Personen und eure Frauen und Kinder werde ich gefangen nehmen und zu Sklaven machen und als solche sie verkaufen und über sie verfügen, wie seine Hoheit es gebietet, und werde euch eure Güter nehmen und euch allen Schaden und Böse antun, wie ich kann, … und ich erkläre, dass die Tötungen und Schäden, die sich daraus ergeben werden, zu euren Schulden gehen und nicht zu denen seiner Hoheit noch der Herren, die mit mir gekommen sind. …

## Indigenes Ritual
Nicht nur die spanischen Eroberer bedienten sich eines legitimatorischen Rituals – auch die Indígenas in Hawiku und anderen Pueblos traten Francisco Vásquez de Coronados Mannschaft entgegen, indem sie mit Maismehl Linien auf den Boden zogen, die den Konquistadoren eine Grenze setzen sollten, die sie nicht übertreten sollten. Übertretung wurde von ihrer Seite mit Krieg beantwortet. Diese Demarkationslinie bildete aus ihrer Sicht ein heiliges Symbol des Lebens. Genauso wie das Requerimiento der Spanier fand diese sich selbst erklärende Geste jedoch keine Beachtung.